# Nāḩiyat Mashtá al Ḩulw
Nāḩiyat Mashtá al Ḩulw (arabiska: ناحية مشتى الحلو) är ett subdistrikt i Syrien.   Det ligger i provinsen Tartus, i den västra delen av landet, 150 km norr om huvudstaden Damaskus.
Trakten runt Nāḩiyat Mashtá al Ḩulw består till största delen av jordbruksmark. Runt Nāḩiyat Mashtá al Ḩulw är det ganska tätbefolkat, med 139 invånare per kvadratkilometer.